# 施佩勒河
52°25′17.97″N 7°22′37.59″E / 52.4216583°N 7.3771083°E

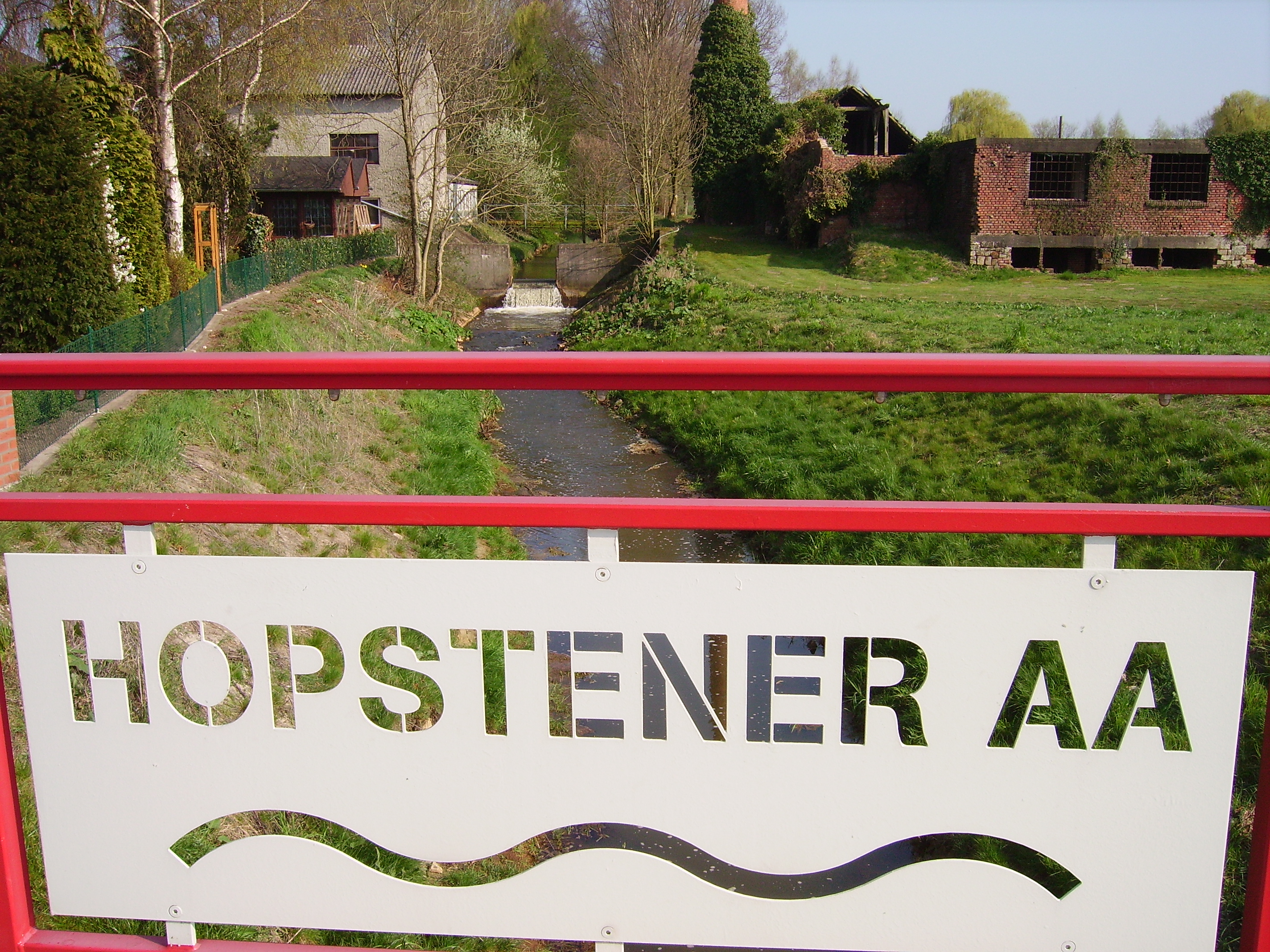

施佩勒河（德語：Speller Aa），是德國的河流，位於該國西部，流經北萊茵-威斯特法倫州和下薩克森州，屬於大阿河的左支流，河道全長49.2公里，流域面積368平方公里。